# Persisk (sprog)
Persisk, farsi og dari er en fællesbetegnelse for iransk, afghansk og tadsjikisk. Det officielle sprog i Iran er persisk, som er bedre kendt som farsi og tales af alle i Iran. I Afghanistan og Tadsjikistan taler man henholdsvis dari og tadsjikisk, som er dialekter af persisk. Det afghanske dari-sprog er blevet stærkt blandet af sprog som mongolsk. Kommunikation mellem personer med de forskellige dialekter er mulig, da det nærmest kun er ved accenten og låneord, der er forskel. Farsi indeholder låneord fra fransk, dari fra engelsk, mens tadsjikisk indeholder låneord fra russisk. Persisk er modersmål for 60 millioner mennesker og tales af i alt 110 millioner. Persisk bliver talt i Iran, Afghanistan, Tadsjikistan, Usbekistan, Regionen Kurdistan, Aserbajdsjan, Rusland og Bahrain.
Det officielle sprog i Iran er persisk, syv flere sprog anerkendes officielt regionalt: aserbajdsjansk, kurdisk, lori, mazandarani, gilaki, balochi og arabisk.

## Sprogets oprindelse
Det er et indoeuropæisk sprog, der tilhører gruppen af iranske og afghanske sprog inden for de indoiranske sprog. Det moderne persiske sprog stammer fra det oldpersiske sprog, som achæmenidekongerne benyttede i oldtiden.

## Udbredelse og dialekter
Dari er en af de ældste dialekter og er det officielle sprog i Afghanistan. Det skrives i Iran og Afghanistan med en særlig variant af det arabiske alfabet.
Den dialekt, der tales i Tadsjikistan, hedder tadsjikisk. Tadsjikisk bliver også ofte regnet for et selvstændigt sprog. Tadsjikisk skrives med det kyrilliske alfabet.

## Galleri
- Et eksempel på proportionerne i persisk kalligrafi.
- Persiske dialekter.